# نقض حقوق نویسندگان و شاعران در جمهوری اسلامی ایران
حقوق شمار قابل توجهی از نویسندگان و سرایندگان توسط نظام جمهوری اسلامی ایران نقض شده‌است که از سوی برخی از رسانه‌های خبری و سازمان‌های پشتیبان حقوق بشر، گزارش شده‌است و در این مقاله، بخش‌هایی از آن گزارش‌ها آمده‌است.

## پیشینهٔ نقض حقوق نویسندگان و شاعران
در جمهوری اسلامی حقوق انسانی نویسندگان و شاعرانِ به ویژه دگراندیش و منتقد، مانند حقوق گروه‌های معترض دیگر، همچون: روشنفکران، هنرمندان، روزنامه‌نگاران، دانشجویان، آموزگاران، کارگران، اقلیت‌های قومی و دینی، وکیلان، فعالان حقوق بشر و زنان… نقض می‌شود.
حکومت جمهوری اسلامی شیوه‌های گوناگونی را برای واداشتن روزنامه‌نگاران و نویسندگان به سکوت و حذف صدای آنان از جامعه به کار برده‌است؛ از سانسور و توقیف رسانه و کتاب و قطع درآمد اقتصادی گرفته تا حبس و شکنجه و تبعید و کشتار؛ چه از راه ترور در بیرون از زندان و چه از راه اعدام در زندان.
در سال‌های اخیر (دههٔ ۹۰) نیز موجی از سرکوب نویسندگان و شاعران (به همراه سرکوب هنرمندان…) آغاز شده‌است.

## نقض حقوق نویسندگان و شاعران

### اعدام، ترور، ربایش یا مرگ بر اثر شکنجه
«آیندگان بدانند که در سرزمین بلاخیز ایران هم بودند مردمی که [در برابر دیکتاتوری حکومت جمهوری اسلامی] دلیرانه از جان خود گذشتند و مردانه به استقبال مرگ رفتند.» (علی‌اکبر سعیدی سیرجانی پیش از کشته شدن)

«فضیلت پایداری، ایستادگی و مبارزه، حلقهٔ مفقودهٔ سرزمین من است و حاضرم در جوانی، جان شیرینم را فدا کنم». (گفتار بکتاش آبتین پیش از گرفتار شدن به زندان جمهوری اسلامی)

«درگذشت بکتاش آبتین [بر اثر تأخیر در درمان]، ادامه قتل‌های زنجیره‌ای (دگراندیشان) توسط حکومت [جمهوری اسلامی] ایران است». (بیانیهٔ کانون نویسندگان ایران).

سعید سلطان‌پور

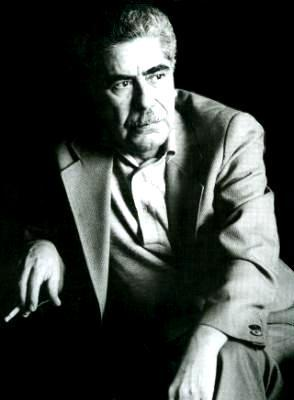
علی‌اکبر سعیدی سیرجانی

فرود فولادوند

1. علی‌اکبر سعیدی سیرجانی؛ شاعر، نویسنده، پژوهشگر و از منتقدان خامنه‌ای و نیز یکی از قربانیان سلسله قتل‌های عقیدتی و سیاسیِ موسوم به قتل‌های زنجیره‌ای ایران است.[۱۳]
2. سعید سلطان‌پور؛ روزنامه‌نگار، شاعر و نمایشنامه‌نویس چپ‌گرایی که در دهه ۶۰ توسط نظام جمهوری اسلامی ایران تیرباران شد.[۱۴][۱۵]
3. مهدی کاظمی، شناخته‌شده به بکتاش آبتین، نویسنده، شاعر، هنرمند، زندانی سیاسی و عضو کانون نویسندگان ایران، بر اثر ابتلا به کرونا درگذشت که البته برخی، از جمله، کانون نویسندگان ایران، عامل مرگ او را (تأخیر در درمانش) نظام جمهوری اسلامی ایران اعلام کردند.[۱۶][۱۷][۱۸][۱۹][۲۰][۲۱][۲۲]
4. علی‌اصغر کاظمی («شایان کاویانی») که مانند فرود فولادوند، مجری و منتقد اسلام و حکومت جمهوری اسلامی بود و (در ۲۵ سپتامبر ۲۰۱۱) به دست برخی نیروهای امنیتی جمهوری اسلامی و در ترکیه ربوده و ناپدید شد.[۲۳][۲۴]
5. فرود فولادوند؛ ربوده و ناپدید شده در ۲۰۰۷ میلادی.[۲۵][۲۶]
6. ارسلان رضایی؛ مدیر برخی از کانال‌ها و صفحات در نقد اسلام و حکومت جمهوری اسلامی که در آذر ۱۳۹۹ و در ترکیه با ضربه‌های چاقو دو نفر ترور شد؛[۲۷][۲۸] ولی زنده ماند.

#### ترور گروهی نویسندگان و شاعران و روزنامه‌نگاران دگراندیش
نظام جمهوری اسلامی ایران به ترور (البته ناموفق) هم‌زمان و گروهی ۲۱ نویسنده، شاعر و روزنامه‌نگار در ماجرای اتوبوس ارمنستان اقدام کرد.

#### آمار ترورشدگان
در برخی از منابع رسمی، آمار کشته‌شدگان عقیدتی و سیاسی در پروژه قتل‌های زنجیره‌ای ایران را از ۳۰۰ (سیصد) تا بیش از ۱۰۰۰ (هزار) تن دانسته‌اند که ۱۸۰ تن از آن‌ها فقط از سال ۱۳۶۹ تا ۱۳۷۷ ترور و کشته شده‌اند.

### احضار، بازداشت، زندان و شکنجه
1. محمدرضا عالی‌پیام (متخلص به «هالو»)؛ شاعر، نویسنده، بازیگر و طنزپرداز به دلیل سرودن اشعار انتقادی بر ضد جمهوری اسلامی، بارها بازداشت شده‌است.[۳۲]
2. حسین جنتی؛ شاعری که به ۶ ماه حبس تعزیری محکوم گردید.[۳۳]
3. میلاد جنت؛ مترجم، شاعر و از اعضای کانون نویسندگان ایران به دست مأموران امنیتی بازداشت شد.[۳۴]
4. سید محمد حسینی شیرازی؛ نویسندهٔ بیش از هزار کتاب و مقاله. وی به دلیل مخالفت با ادامهٔ جنگ ایران با عراق، بیش از ۲۰ سال، در حصر خانگی قرار گرفت.[۳۵][۳۶]
5. مهدی انصاری سمنانی (مهرداد «شیدای سمنانی»)؛ نویسنده (صدها کتاب[۳۷][۳۸] و هزاران مقاله[۳۹])،[۴۰][۴۱][۴۲] روشن‌فکر، آزادیخواه، مدافع حقوق بشر، هنرمند، مبلغ پیشین دین (مجتهد[۴۳]) واژهساز و شاعری[۴۴] که بارها احضار شده و با ممنوعیت‌های گوناگونی مواجه شده‌است. همچنین در حمله مأموران امنیتی دادگاه ویژه روحانیت به خانه‌اش او و فرزند کوچکش آسیب دیدند. وی بعدها به دلیل روی‌گردانی از خرافات و به نشانه اعتراض به استبداد، لباس صنفی حوزوی را کنار نهاد؛ همان گونه که پس از دگرگونی اعتقادی، مکتب فقهی و قرآنی استادش محمد صادقی تهرانی را کنار گذاشت.
6. محسن کدیور؛ مجتهد و نویسنده که به دلیل انتقاد به حکومت جمهوری اسلامی و ولایت فقیه، توسط دادگاه ویژه روحانیت،[۴۵] به چند سال حبس[۴۶] محکوم شد.
7. تورج امینی؛ تاریخ‌نگار پیرو دین بهائیت، به دلیل نوشتن و انتشار کتاب‌های انتقادی تاریخی، دفاع از بهائیت و به اتهام تبلیغ علیه نظام جمهوری اسلامی، به یک سال حبس و دو سال تبعید محکوم شد. نام‌های برخی از آثار وی این است: اسناد بهائیان ایران (۵ جلدی)، اسنادی از زرتشتیان معاصر ایران، ستاخیز پنهان: بازگشایی نسبت آیین‌های بابی و بهائی با جریان روشنفکری ایران، تعامل اقلیت‌های مذهبی و انقلاب مشروطیت ایران.[۴۷][۴۸]
8. سهیل عربی؛ نویسنده و زندانی عقیدتی که به اتهام توهین به مقدسات اسلامی، نخست به اعدام و سپس به چند سال حبس محکوم شد.[۴۹][۵۰][۵۱]
9. امید اقدمی؛ شاعر و فعال حقوق کودکان، پس از یورش مأموران وزارت اطلاعات به خانه اش و توهین به اهالی خانه و ضبط وسایل شخصی و کتاب‌ها و لپتاپش او را بازداشت نموده و به جایی نامعلوم منتقل کردند.[۵۲]
10. مهدی سلیمی؛ نویسنده، پژوهشگر و مترجم آثار فلسفی و نیز یکی دیگر از اعضای کانون نویسندگان ایران، توسط وزارت اطلاعات بازداشت شد.[۵۳]
11. بر پایهٔ گزارش برخی از سازمان‌های حقوق بشری، روزبه گیلاسیان و الهه سروش‌نیا، دو نویسندهٔ ایرانی در گرگان بازداشت شدند. گیلاسیان دانش‌آموختهٔ رشتهٔ فلسفه و نویسنده کتاب «فلسفه در خیابان» است.[۵۴]
12. کیومرث مرزبان؛ نویسنده و طنزپردازی است که به حکم دادگاه انقلاب به اتهام‌هایی همچون: توهین به سید روح‌الله خمینی و سید علی خامنه‌ای، توهین به مسئولان و مقدسات و نیز ارتباط با دولت‌های متخاصم به ۲۳ سال و سه ماه زندان محکوم شد.[۵۵]
13. مصطفی عزیزی؛ فیلم‌نامه‌نویس و تهیه‌کننده فیلم که به اتهام توهین به سید علی خامنه‌ای و سید روح‌الله خمینی و نیز تبلیغ بر ضد نظام جمهوری اسلامی، محاکمه و به ۸ سال حبس تعزیری محکوم شد که پیش از آن نیز ۴۰ روز در سلول انفرادی در بند ۲ الف زندان سپاه پاسداران زندانی بود.[۵۶][۵۷]
14. حسین باقری؛ شاعری که چند بار، بازداشت و زندانی شد.[۵۸]
15. بکتاش آبتین؛ عضو هیئت دبیران کانون نویسندگان ایران، شاعر و مستندساز، به همراه دو نویسندهٔ دیگر این کانون، بازداشت و زندانی شد.[۵۹] وی به ۶ سال حبس[۶۰] و نیز کار اجباری محکوم شد. او در اعتراض به وضعیت دشوارش در زندان، اعتصاب غذا کرد.[۶۱]
16. آرش گنجی؛ مترجم و منشی کانون نویسندگان ایران است از سوی نظام جمهوری اسلامی ایران به ۱۱ سال حبس محکوم شده‌است.[۶۲][۶۳]
17. رضا خندان مهابادی و کیوان باژن؛ دو تن از اعضای دیگر کانون نویسندگان ایران که مانند بکتاش آبتین، از سوی دادگاه انقلاب تهران به چند سال حبس محکوم شدند.[۶۴][۶۵][۶۶]
18. در سال ۱۳۹۲ خورشیدی، فاطمه اختصاری و مهدی موسوی؛ دو شاعری که به حکم دادگاه انقلاب و به دلیل وجود دیدگاه‌های انتقادی در اشعارشان و به اتهام توهین به مقدسات و همچنین دست دادن به هم و روبوسی کردن،[۶۷] به ترتیب، به ۹ سال و شش ماه و ۹۹ ضربه شلاق و نیز ۱۱ سال و ۹۹ ضربه شلاق، محکوم شدند.[۶۸]
19. محمدرضا حاج رستم بگلو؛ شاعری در کرج بازداشت شد.[۶۹]
20. محمد نوری‌زاد؛ روزنامه‌نگار، وبلاگ‌نویس، نقاش، مجری، کارگردان و مستندسازی که پس از اعتراضات سراسری ۱۳۸۸، به اتهام تبلیغ بر ضد نظام جمهوری اسلامی، توهین به سید علی خامنه‌ای و مقدسات اسلامی، بارها بازداشت، بازجویی و زندانی شد. وی با توجه به بیماری‌های گوناگون، از جمله، بیماری شدید قلبی، از حق مرخصی حتی در دورهٔ همه‌گیری جهانی کروناویروس، محروم است. یکی از حکم‌های وی، ۱۵ سال زندان، سه سال تبعید، و سه سال ممنوعیت خروج از کشور (به دلیل امضای بیانیه ۱۴ فعال سیاسی و درخواست استعفا دادن خامنه‌ای از رهبری) است.[۷۰][۷۱] وی در به اعتراض به وضعیت خود و زندانی شدن فرزندش (علی نوری‌زاد)، خودکشی ناموفق و اعتصاب غذا و دارو کرده‌است.
21. نادر فتوره‌چی؛ نویسنده، مترجم و روزنامه‌نگار، به اتهام تشویش اذهان عمومی بر ضد نهادها، مقامات و سازمان‌های حکومتی، از سوی دادگاه انقلاب تهران به یک سال حبس تعلیقی، محکوم شد[۷۲]
22. امین مرادی؛ شاعر و یکی دیگر از اعضای کانون نویسندگان، به دست مأموران امنیتی جمهوری اسلامی بازداشت شد.[۷۳]
23. علیرضا نوری؛ یکی دیگر از اعضای کانون نویسندگان ایران، به دو سال حبس، محکوم شد.[۷۴]
24. رحیم غلامی؛ نویسنده و شاعر، به اتهام توهین به خامنه‌ای و تبلیغ علیه نظام از راه اینترنت، محاکمه شد.[۷۵]
25. روز چهارشنبه ۱۰ آذر ۱۴۰۰، ستار رضایی، شاعر و فعال کارگری ساکن نجف‌آباد اصفهان توسط نیروهای امنیتی در منزل پدری‌اش بازداشت و به مکان نامعلومی منتقل شد. وی روز دوشنبه ۱۵ آذر با تودیع قرار وثیقه ۳۰۰ میلیون تومانی آزاد شد.[۷۶][۷۷]
26. روز سه‌شنبه ۳۰ آبان ۱۴۰۲ آتفه چهارمحالیان، شاعر و فعال مدنی، خبر داد که به دلیل اینکه در یک سال حبس تعلیقی نه عفو را پذیرفته و نه قلم از کف نهاده است، به اجرای ۲ سال و ۸ ماه حبس تعزیری محکوم شد.[۷۸]

#### بانوان
1. نازنین محمدنژاد؛ نویسنده، شاعر و دانشجو و زندانی عقیدتی که فقط به دلیل نوشته‌های انتقادی‌اش در زمینهٔ حقوق بشر در ایران، از جمله، دربارهٔ حقوق زنان و حقوق کارگران، در پی یورش مأموران سازمان اطلاعات سپاه پاسداران انقلاب اسلامی بازداشت و زندانی شد.[۷۹][۸۰]
2. ترانه محمدی؛ شاعری جوان که توسط نیروهای امنیتی جمهوری اسلامی، ربوده شده و تهدید به بریده‌شدن زبانش شد.[۸۱]
3. گیتی پورفاضل؛ از اعضای کانون نویسندگان ایران، توسط حکومت جمهوری اسلامی زندانی شد.[۸۲]
4. مریم ابرهیم‌وند؛ نویسنده، کارگردان و تهیه‌کنندهٔ سینما، توسط جمهوری اسلامی، به زندان محکوم شده‌است.[۸۳]
5. آرزو مصطفایی؛ شاعر و نویسندهٔ نوجوان کُرد توسط وزارت اطلاعات بازداشت شد.[۸۴]

## فعالیت‌ها و اعتراضات نویسندگان و شاعران
«آنچه این نویسندگان (رضا خندان مهابادی، بکتاش آبتین و کیوان باژن) کرده‌اند، مخالفت با سانسور و دفاع از آزادی بیان، بی‌هیچ حصر و استثنا برای همگان بوده‌است. به بند کشیدن این نویسندگان آزادی‌خواه، به‌ویژه در شرایط اوج‌گیری شیوع ویروس کرونا، ادامهٔ همان روند قتل‌های سیاسی زنجیره‌ای نویسندگان و آزادی‌خواهان به منظور خفه کردن هر گونه صدای اعتراض به ستم و مخالفت با سرکوب است». (بخشی از بیانیه ۱٫۳۰۰ تن از نویسندگان و هنرمندان و کنشگران مدنی)

1. همچنین بیش از ۱٫۳۰۰ نویسنده و هنرمند و کنشگر مدنی در بیانیه‌ای خواستار آزادی سه عضو کانون نویسندگان ایران یعنی رضا خندان مهابادی، بکتاش آبتین و کیوان باژن از زندان شدند.[۸۶]
2. بیش از ۲۰۰ نویسنده و هنرمند، در بیانیه‌ای، خواستار آزادی «بکتاش آبتین»، نویسنده، شاعر و مستندساز زندانی شدند که به ویروس کرونا دچار شده‌است.[۸۷]
3. در ۵ فروردین ۱۴۰۰، ۷۰۰ تن از نویسندگان و شاعران و سینماگران و هنرمندان…، در بیانیه‌ای، رویکرد تبعیض‌آمیز قوه قضاییه در دادن مرخصی به زندانیان عقیدتی و سیاسی (به ویژه با دچار شدن برخی از زندانیان به دورهٔ کرونا ویروس) انتقاد کردند و خواستار توقف احضار و بازجویی و حبس نویسندگان و منتقدان شدند.[۸۸]
4. شماری از نویسندگان به همراه برخی از هنرمندان و روشنفکران ایرانی به کشتار مردم در اعتراضات سراسری ۱۳۸۸، واکنش انتقادی نشان دادند.[۸۹]
5. ۴۰ تن از دانشگاهیان و پژوهشگران عرصهٔ ایران‌شناسی، از جمله: یرواند آبراهامیان، عباس امانت، محمدعلی همایون کاتوزیان، علی میرسپاسی، تورج اتابکی، محمد توکلی طرقی، علی اکبر مهدی، عباس میلانی، ژانت آفاری و نیره توحیدی با امضای بیانیه‌ای، به بازداشت تورج امینی، اعتراض کردند.[۹۰][۹۱]
6. شمار قابل توجهی از نویسندگان، هنرمندان، استادان دانشگاه و نیز کنشگران مدنی و سیاسی به نقض حقوق بشر، سرکوب و اعدام توسط جمهوری اسلامی اعتراض کردند.[۹۲]

## برخی از نویسندگان و شاعران مخالف جمهوری اسلامی
نام‌های برخی از هنرمندان سرشناس مخالف با حکومت جمهوری اسلامی (به ترتیب حروف الفبا)، چنین است:
- بکتاش آبتین، نویسنده، شاعر و مستندساز؛
- پوران فرخزاد، شاعر مترجم ، منتقد ادبی و روزنامه‌نگار
- فاطمه اختصاری، شاعر؛
- مسعود انصاری، نویسنده، منتقد، استاد دانشگاه، پژوهشگر و هیپنوتراپیست؛
- منوچهر جمالی، فیزیکدان، فلسفهپژوه و نویسنده؛
- حسین جنتی، شاعر؛
- علی دشتی، نویسنده، منتقد، مترجم، روزنامه‌نگار، منتقد ادبی و سیاست‌مدار؛
- آرامش دوستدار، فیلسوف و نویسنده؛
- بهرام رحمانی، عضو کانون نویسندگان ایران (در تبعید) و نیز عضو هیئت رئیسهٔ انجمن قلم ایران؛
- ارسلان رضایی، نویسنده و منتقد؛
- رؤیا حکاکیان، نویسنده، شاعر و گزارشگر؛
- احمد شاملو، شاعر، نویسنده و پژوهشگر فرهنگ؛
- شجاع‌الدین شفا، ادیب، تاریخ‌پژوه، نویسنده، مترجم، پژوهشگر و منتقد؛
- پرویز صیاد، نمایشنامه‌نویس و بازیگر؛
- شیرین عبادی، وکیل، حقوقدان، قاضی پیشین، نویسنده، مدرس دانشگاه و برندهٔ جایزه صلح نوبل؛
- فریدون فرخزاد، شومن و خواننده
- مصطفی عزیزی، فیلم‌نامه‌نویس و تهیه‌کننده فیلم؛
- فتح‌الله منوچهری (فرود فولادوند)، نویسنده، منتقد، صداپیشه، بازیگر، کارگردان فیلم، مجری تلویزیونی، کنشگر سیاسی؛
- مهرانگیز کار، وکیل، نویسنده، روزنامه‌نگار و کنشگر اجتماعی؛
- شیما کلباسی، شاعر، کنشگر سیاسی، نویسنده و فیلم‌ساز؛
- امین ماسوری، هنرمند، نویسنده، روزنامه‌نگار؛
- کیومرث مرزبان، نویسنده و طنزپرداز؛
- رضا مظلومان («کوروش آریامنش»)، نویسنده و منتقد؛
- محمد ملکی، نویسنده، استاد دانشگاه و فعال سیاسی؛
- مهدی موسوی، شاعر؛
- آذر نفیسی، نویسنده، استاد دانشگاه و کنشگر سیاسی؛
- محمد نوری‌زاد، روزنامه‌نگار، وبلاگ‌نویس، نقاش، مجری، کارگردان و مستندساز؛
- اسماعیل نوری‌علا، شاعر، منتقد ادبی و روزنامه‌نگار؛
- محمدرضا نیکفر، فیلسوف و نویسنده؛
- علی میرفطروس، حقوق‌دان، نویسنده و تاریخ‌پژوه؛
- عباس واحدیان شاهرودی، نویسنده و آموزگار.